# Sociedad Fomento de las Artes

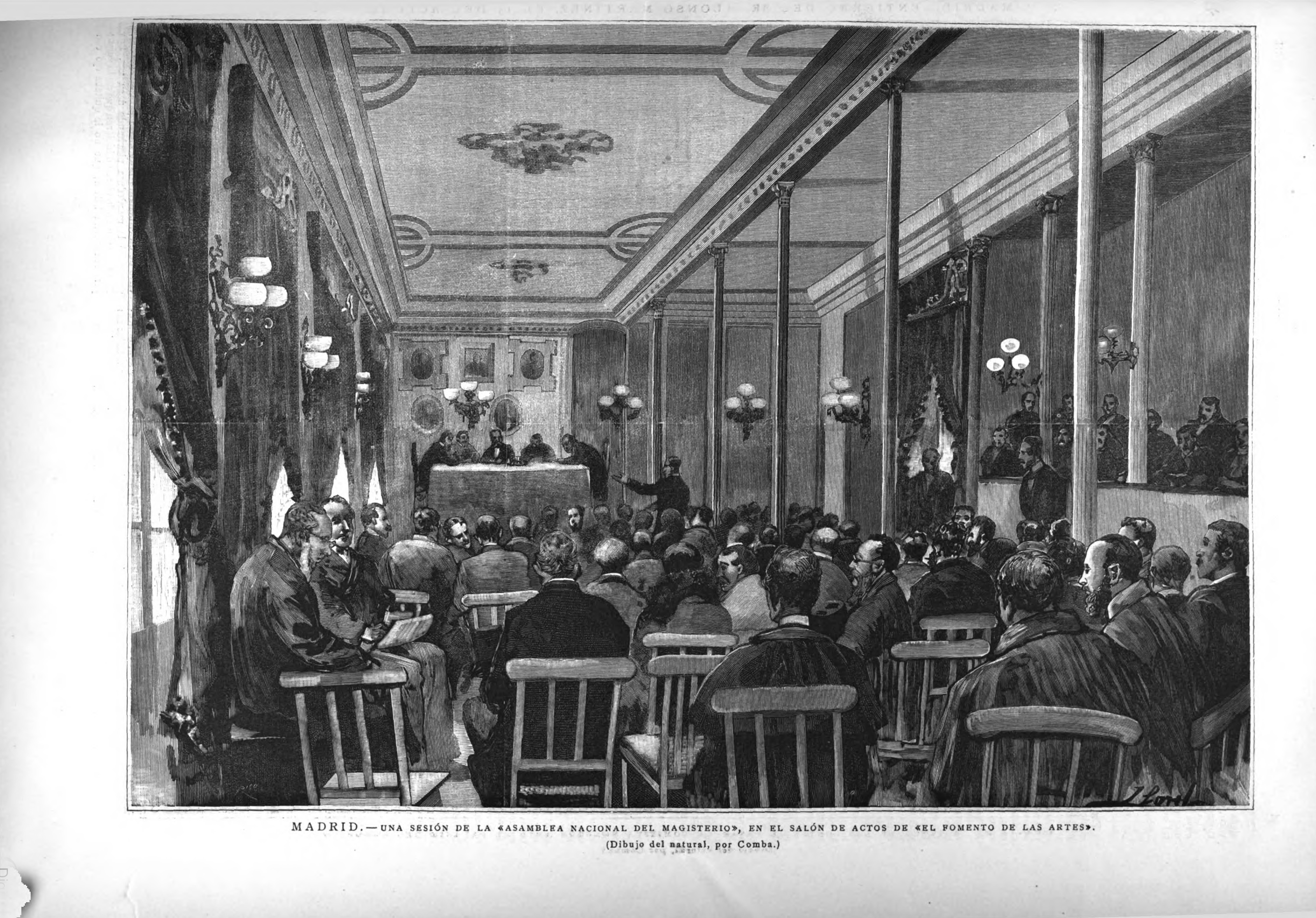
Una sesión de la Asamblea Nacional del Magisterio en el salón de actos de El Fomento de las Artes (1891)

Fomento de las Artes y Sociedad Fomento de las Artes fueron los nombres por los que se conoció una institución creada en Madrid (España) en 1847 como centro de instrucción para las clases populares por iniciativa de Inocencio Riesco, con sede inicial en la calle de las Huertas número 6. En 1859 tomó el nombre oficial de Fomento de las Artes.

## Historia
Fundada el 7 de noviembre de 1837 en Madrid por el franciscano y escritor madrileño Inocencio María Riesco Le-Grand, en sociedad con otros miembros fundadores como José Moreno Llamas, Manuel Pita y José Repullés, tuvo su primer domicilio en la calle de la Huertas, de donde pasaría a otros locales situados, sucesivamente, en Tudescos n.º 34 (local que fue cerrado por orden gubernativa en 1866), Jardines n.º 16 (en 1868), calle de la Luna n.º 11 y finalmente, en el número 7 de la antigua calle del Horno de la Mata, antes de su disolución. La inestabilidad política española del segundo cuarto del siglo xix provocó que la sociedad tuviera que ser disuelta y reinstalada en varias ocasiones. Asimismo, tras el cierre gubernativo de 1866, continuó dando clases transformando su enunciado jurídico como Sociedad dramática La Escena, con local en el ‘teatro Máiquez’ (¿?), y recuperando su nombre fundacional tras la Revolución de 1868.
En 1859, con ocasión de una de sus resurrecciones, tuvo como socios a eminentes políticos de la época, entre ellos: Sagasta, Manuel Becerra, Pedro Calvo Asensio, Juan Serrano Oteiza (secretario), Nicolás María Rivero, Eugenio García Ruiz, Castelar, Segismundo Moret, José Abascal, Ramón Ortiz de Zárate, José Cristóbal Sorní, Estanislao Figueras y José María Orense. En 1871, estrenada la Primera República Española, la Sociedad organizó el montaje de una Exposición Artística Industrial que se inauguró en el Casón del Buen Retiro. En el año 1882 organiza el primer Congreso Nacional Pedagógico en Madrid, que se celebra entre el 28 de mayo y 4 de junio de este año
Todavía en 1901, el Fomento de las Artes funcionaba como uno de los más activos Centros republicanos de la segunda mitad del siglo xix. Precisamente con motivo del conflictivo estreno de la Electra de Galdós, al día siguiente del evento se había concentrado en las puertas del teatro un contingente de obreros que, tras asamblea celebrada en la sede de la calle del Horno de la Mata (sede de la sociedad de ayudas mutuas ‘El Porvenir del Trabajo’, habían convocado un acto de adhesión a Galdós. Tras furiosos encuentros entre partidarios del escritor y ultramontanos recalcitrantes, tuvo que intervenir la policía, cuyo mismísimo jefe fue víctima de un bastonazo en la cabeza (es de suponer que los obreros no llevaban bastón aunque sí algún posible acérrimo seguidor de Galdós). La refriega acabó con la detención de dos ‘jornaleros’ agresivos y según informó el diario El País al día siguiente, la culpa la tuvo un loco, perturbador habitual en la villa y corte.